# Embracing the World
Embracing the World è una rete internazionale di organizzazioni umanitarie regionali e progetti caritatevoli, fondata da Mata Amritanandamayi (Amma) in India.

## Attività

### Progetti realizzati

#### Sanità
- Cure gratuite: per la prima volta in tutto il sud dell’Asia, nel settembre 2014 e nel gennaio 2015 ad Amrita Hospital sono stati effettuati con successo due trapianti di entrambe le mani. Grazie a questa operazione storica nell’ottobre 2015 il British Medical Journal ha premiato il Team per il Trapianto di Mani del Amrita Hospital come “Best Surgical Team of South Asia Award”. I due pazienti, successivamente all’operazione e alla riabilitazione sono nuovamente in grado di tornare alle loro vite. [3][4]

#### Ecologia
- Rimboschimento: Dal 2001 ETW ha contribuito a piantare più di un miliardo di alberi in tutto il mondo. In seguito allo tsunami del 2004 ETW si è occupato del rimboschimento di 13 chilometri di costa in India danneggiati dall'onda anomala.
- Orti e giardini comunitari: Seguendo il pensiero di Amritanandamayi i volontari ETW hanno realizzato nel tempo orti privati e giardini comunitari dove coltivare le proprie verdure con lo scopo di favorire la consapevolezza della comunità sull'alimentazione e riducendo l'impatto ambientale della grande distribuzione alimentare. Per favorire lo sviluppo della coltivazione in proprio, i volontari ETW organizzano anche corsi locali e forniscono materiale online.
- Riciclo: Nei centri di Embracing the World di tutto il mondo lo smaltimento dei rifiuti avviene in proprio riciclando dove possibile i rifiuti. Nell'ashram di Amritanandamayi si producono in questo modo 8 tonnellate di compostaggio al giorno e l'impianto viene visitato da scolaresche, politi e imprenditori diventando così un esempio per la comunità indiana. Inoltre in tutto il mondo si organizzano corsi per trasformare gli scarti degli imballaggi in plastica in prodotti riutilizzabili come borse, cinture, portafogli e altri oggetti.
- ABC: Campagna lanciata da Amritanandamayi per promuovere l'igiene pubblica e la consapevolezza ecologica in India. ABC organizza campagne di pulizia delle aree urbane, realizza bagni pubblici e incentiva la raccolta differenziata nelle scuole.
- InDeed Campaign for Nature: Piattaforma online realizzata da volontari per incentivare le persone di tutto il mondo a mettere in pratica i suggerimenti di Amritanandamayi racchiusi in 6 punti: conservazione dell'acqua, riduzione della impronta di carbonio, piantare un albero, coltivare la propria verdura, carpooling e la costruzione di un riparo per uccelli o insetti.[5]
- Comunità sostenibili: I centri ETW nel mondo si stanno impegnando nel diventare esempi di sostenibilità nella società e alcuni dei progetti realizzati sono riconosciuti formalmente dall'UNESCO. Nei centri sono realizzati laboratori di permacoltura, apicoltura, edilizia sostenibile e tecniche di conservazione che aiuta la comunità intorno ai centri ETW ad adottare uno stile di vita più sostenibile.